# 허페이산
허페이산(중국어 정체자: 何佩珊, 병음: Hé Pèishān)은 중화민국의 정치인이다. 

## 학력
푸런 대학 대종매처 학사

## 같이 보기
- 민주진보당